# Zednářský chrám v Santa Cruz de Tenerife
Zednářský chrám v Santa Cruz de Tenerife (ve španělštině Templo Masónico de Santa Cruz de Tenerife) je budova nacházející se ve městě Santa Cruz de Tenerife na španělských Kanárských ostrovech. Autorem jejího projektu byl v roce 1900 místní architekt Manuel de Cámara y Cruz. Výstavba objektu trvala více než dvacet let. Ještě nedokončený objekt byl sice na začátku dvacátého století slavnostně otevřen, nicméně i pak budování objektu pokračovalo.
Stavba je považována za nejlepší příklad zednářského chrámu ve Španělsku. Do okupace ostrovů armádou Frankova režimu představoval největší zednářské centrum ve Španělsku.